# 戸田あゆみ
戸田 あゆみ（とだ あゆみ、4月28日 - ）は、日本のフリーアナウンサー。セイプロダクション所属。兵庫県出身。

## 来歴
大学卒業・大学院修了。大学院修了後、2016年4月から2019年3月までNHK神戸放送局で契約キャスターを務めた。
NHKとの契約の終了後、2019年年4月から2021年3月まで四国放送でアナウンサーを務めた。

## 人物
- 趣味は読み聞かせ、茶道、商品分析
- 特技はテニス、声当て
- 好きな食べ物はいくら、タコ焼き
- 好きな言葉は「為せば成る」
- 好きなアーティストはZARD
- 得意なモノマネはドラえもん

## 出演

### テレビ番組
- ゴジカル!（2019年4月2日 - 2021年3月）アシスタントMC
- 徳島新聞ニュース
- くらしの情報
- 情報ナイト
- ヒルとく情報

### ラジオ番組
- 徳島新聞ニュース
- バンリク（隔週金曜、2020年4月3日 - 2021年3月19日）
- あゆみの歩み（隔週火曜、2020年4月7日 - 2021年3月23日）

## 同期のアナウンサー
- 大坪奈津子 - 四国放送時代